# НИ врата
| УЛАЗ A B | УЛАЗ A B | ИЗЛАЗ A НИ B |
| 0        | 0        | 1            |
| 0        | 1        | 1            |
| 1        | 0        | 1            |
| 1        | 1        | 0            |

НИ врата или НИ коло, НИ капија (енгл. NAND gate) су дигитална логичка врата чији излаз прати таблицу истине показану на лијевој страни. Логичка нула „0“ се појављује само ако су оба улаза у стању логичке јединице „1“.
НИ врата су универзална (уз НИЛИ врата) јер све функције Булове алгебре могу бити извршене са НИ вратима. Као примјер, логичка И функција се постиже спајањем других НИ врата којима су кратко спојени улази (па раде као НЕ врата (инвертер)) на излаз првих НИ логичких врата.

## Симболи
Постоје 2 симбола за НИ коло, обични („војни“, „амерички“) и четвртасти (ИЕЦ).

## Хардверски опис и распоред пинова
НИ врата су основна логичка врата и као таква постоје у TTL и CMOS изведби као интегрална кола.
Примјер четвороструких НИ врата у дигиталном ЦМОС колу се види на слици. Два слободна пина се користе за напајање интегралног кола.